# هلن رز
هلن رز (انگلیسی: Helen Rose؛ ۲ فوریهٔ ۱۹۰۴ – ۹ نوامبر ۱۹۸۵) یک طراح صحنه و لباس اهل ایالات متحده آمریکا بود.